# Lamprosticta adjuncta
Lamprosticta adjuncta là một loài bướm đêm trong họ Noctuidae.